# Обикновена круша
Вижте пояснителната страница за други значения на Круша.
Питомна, още Европейска круша (Pyrus communis) е вид дърво от семейство Розови (Rosaceae).

## Отглеждане
Тя може да достигне на височина до 20 m, но за да се получат повече плодове, стъблото се подрязва ниско. Ползват се дюлеви подложки и крушовите дървета върху тях се ограничават до 4 метра височина, при което стъблото им е само половин метър. Клоните на тези нискостъблени круши са разположени само в две посоки и така се кръстосват помежду си, че образуват красив плет. Такива дървета се наричат палмети.
Напоследък все по-голямо приложение при нискостеблените овощни дървета намира формирането им като „свободно растящо вретено“. Листата на крушата са зелени, твърди, гланцирани, леко назъбени по края и с по-светъл цвят от долната страна. Цветовете са бели, събрани по няколко заедно, и имат дълги дръжки. Крушата цъфти, преди да са се развили листата, което улеснява пчелите по-лесно да открият цветовете и да ги опрашат.
В зависимост от сорта плодовете на крушата биват оцветени жълто или жълто-зелено, някои с червени припламъци отгоре. Повечето круши са сочни, сладки и с приятен аромат. В средата на плода се намират кафявите семенца.
Крушите се ядат в прясно състояние, но от тях се приготвят и вкусни компоти, мармалади и конфитюри. От сушените резанки се вари сладък компот.
От едно крушово дърво може да се получат 150 до 300 кг плодове. Крушите от едроплодните сортове тежат до 800 грама едната.